# Maison royale (Pesmes)
La maison royale de Pesmes est un édifice situé à Pesmes, en France.

## Localisation
L'édifice est situé sur la commune de Pesmes, dans le département français de la Haute-Saône.

## Historique
L'édifice est inscrit au titre des monuments historiques en 1991.